# Paweł Manna
Paweł Manna, Paolo Manna (ur. 16 stycznia 1872 w Avellino we Włoszech, zm. 15 września 1952 w Neapolu) – włoski pisarz, misjonarz w Birmie, założyciel Papieskiej Unii Misyjnej, przełożony generalny Instytutu Misji Zagranicznych w Mediolanie (P.I.M.E.), błogosławiony Kościoła rzymskokatolickiego.
Kształcił się w Avellino i Neapolu. Potem studiował filozofię na Uniwersytecie Gregoriańskim w Rzymie. Wstąpił do seminarium teologicznego Instytutu Misji Zagranicznych w Mediolanie. 19 maja 1894 roku otrzymał święcenia kapłańskie w katedrze w Mediolanie, a w dniu 27 września 1894 roku wyjechał na misję do Taungngu w Birmie, gdzie pracował przez dziesięć lat. W 1924 został wybranym przełożonym generalnym Instytutu Misji Zagranicznych w Mediolanie.
Zmarł mając 80 lat, w opinii świętości. Został pochowany w seminarium w Ducenta we Włoszech.
Jego proces beatyfikacyjny rozpoczął się w 1971 roku, a w dniu 13 grudnia 1990 roku papież Jan Paweł II odwiedził jego grób. Został beatyfikowany przez Jana Pawła II w dniu 4 listopada 2001 roku.